# Hedda Eulenberg

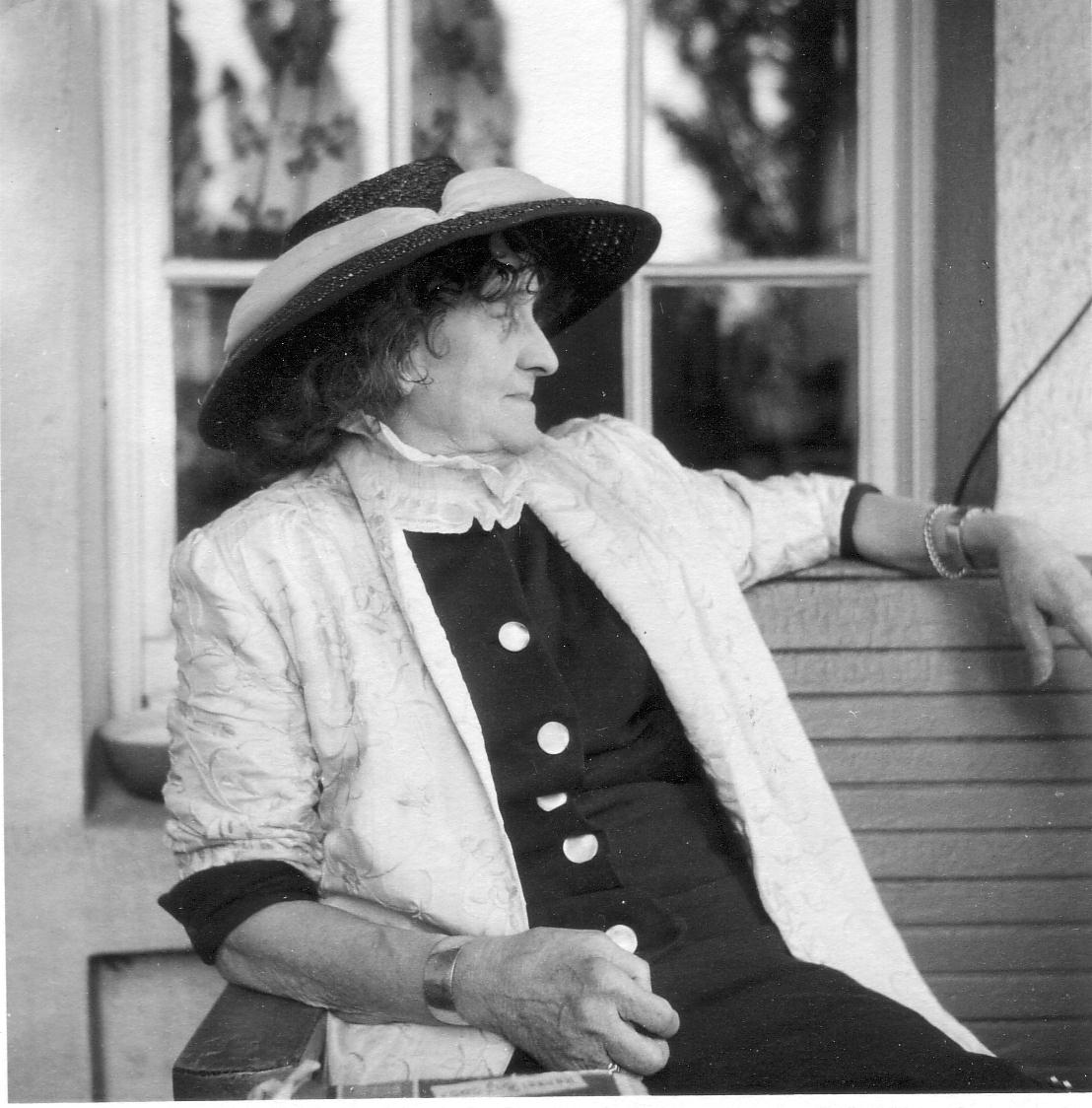
Hedda Eulenberg auf der Terrasse des Haus-Freiheit

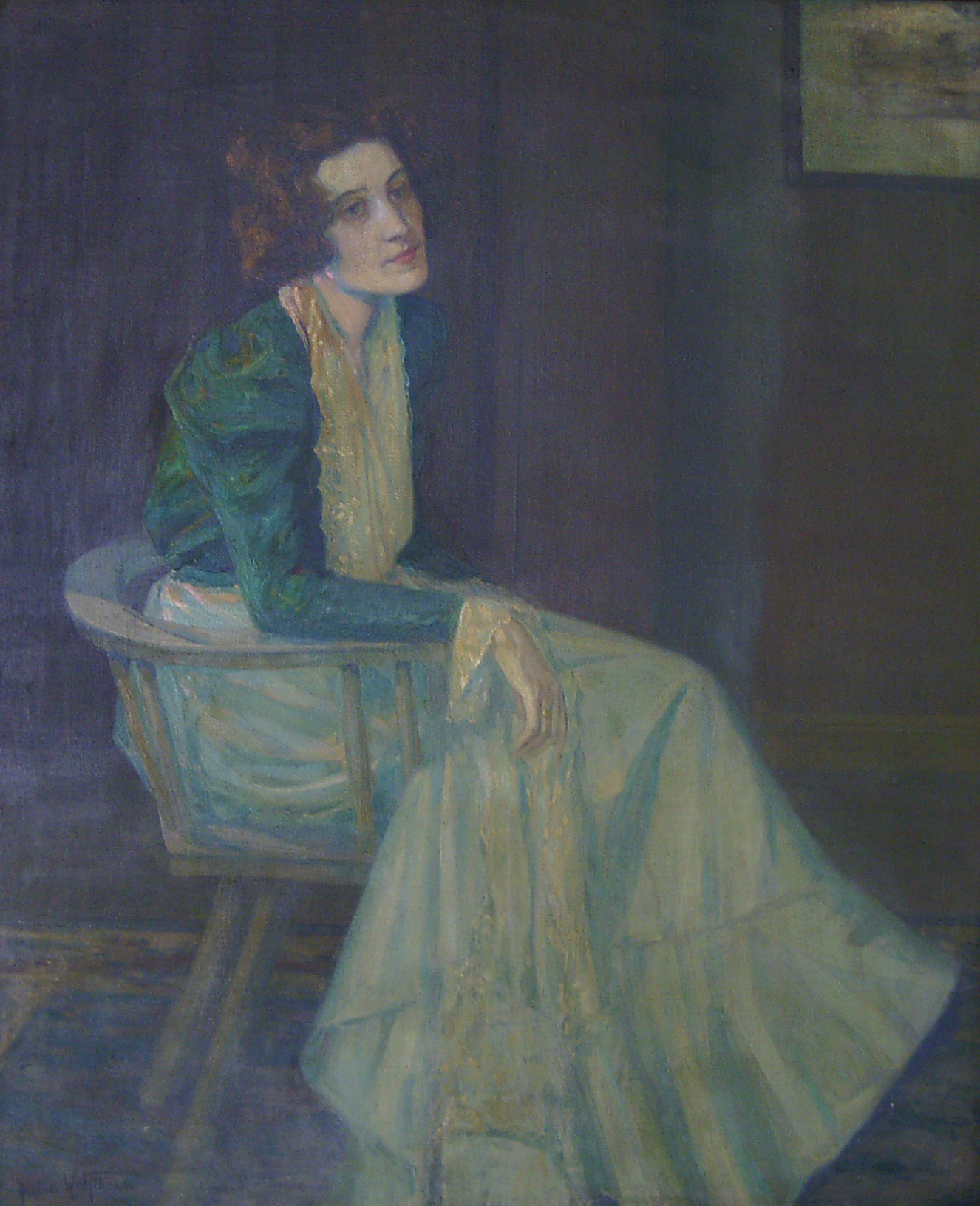
Hedda Eulenberg 1901. Porträt von Julie Wolfthorn

Hedda Eulenberg (* 6. März 1876 in Meiderich als Hedwig Maase; † 13. September 1960 in Kaiserswerth) war eine deutsche Übersetzerin und Schriftstellerin.

## Leben

Bände 1–2 (in einem Band) einer frühen deutschen Ausgabe der Werke Edgar Allan Poes, erschienen 1904 in J.C.C. Bruns’ Verlag in Minden. Herausgeber war das Ehepaar Hedda und Arthur Moeller-Bruck. Die Übersetzungen stammen von Hedda Moeller-Bruck und Hedwig Lachmann.

Hedda  Eulenberg wurde 1876 in Duisburg-Meiderich als Tochter des Musikdirektors Wilhelm Maase geboren. Sie machte 1893 Abitur an der Luisenschule Düsseldorf und heiratete 1897 in Berlin den Schriftsteller Arthur Moeller van den Bruck, den sie schon aus ihrer Schulzeit in Düsseldorf kannte. 1901 lernte sie den Dichter Herbert Eulenberg anlässlich der Uraufführung seines Stückes Münchhausen in Berlin kennen. Arthur Moeller van den Bruck floh im selben Jahr aus politischen und auch wirtschaftlichen Gründen nach Frankreich.
1901 erschien ihre zehnbändige Übersetzung der Werke von E. A. Poe bei J. C. C. Bruns. 1902 erschienen im Julius Bard Verlag als Übersetzungen aus dem Französischen die Novellen Liebesbriefe von Michel Provins und Die Gattin von Jeanne Marni. 1903 erschien die Übersetzung Germinal von Émile Zola als deutsche Erstübersetzung bei Reclam.
Hedda Eulenberg wurde 1904 von Moeller van den Bruck geschieden und heiratete Herbert Eulenberg. Das Paar übersiedelte 1905 nach Kaiserswerth bei Düsseldorf, wo Herbert Eulenberg am Schauspielhaus unter Louise Dumont als Dramaturg arbeitete. Bis 1936 war sie in ihrem neuen Zuhause als Übersetzerin der Werke von Guy de Maupassant, Zola und Charles Dickens tätig, die bei Phillip Reclam (Leipzig), bei J. C. C. Bruns (Minden) und bei der Nymphenburger Verlagsanstalt (München) verlegt wurden. Im gleichen Zeitraum veröffentlichte sie zahlreiche Zeitungsartikel, vor allem über den Monismus.
1936 begann die Verfolgung von Hedda und Herbert Eulenberg durch die Nationalsozialisten. Nach 1938 fand Hedda Eulenberg keinen deutschen Verlag mehr, bei dem sie ihre Arbeiten hätte veröffentlichen können. Ihr Bruder, der Rechtsanwalt Friedrich Maase (1878–1959), wurde ebenso verfolgt, der Neffe Klaus Maase (1904–2001) im KZ Buchenwald inhaftiert, dessen Frau Doris Maase (1911–1979) im KZ Ravensbrück.
1945 folgten erste Versuche, die nach 1936 abgebrochene kulturelle Tätigkeit wieder aufzunehmen. 1952 erschien ihre Autobiografie Im Doppelglück von Kunst und Leben. 1956 konnte sie mit Übersetzungen von Henri Troyat, Yvette Guilbert und Thomas Burke, alle im Düsseldorfer Droste Verlag, an ihre alte Tätigkeit wieder anknüpfen. Am 13. September 1960 starb sie in Kaiserswerth im „Haus Freiheit“.

## Werke
- Im Doppelglück von Kunst und Leben. Die Faehre, Düsseldorf 1952.
- Abgesang. Die Faehre, Düsseldorf 1952.
- Frauenrache. In: Die Zukunft (Herausgeber Maximilian Harden), 20. Jahrgang 1912, Nr. 14.

### Übersetzungen
- Liste der Übersetzungen aus dem Englischen und Französischen (PDF-Datei; 32 kB)